# Toshihide Saitō
Toshihide Saitō (斉藤 俊秀?, Saitō Toshihide; Shizuoka, 20 aprile 1973) è un allenatore di calcio ed ex calciatore giapponese, di ruolo difensore, collaboratore tecnico della nazionale giapponese.

## Palmarès

### Individuale
- J. League Cup Premio Nuovo Eroe: 1

1996 (con Hiroshi Nanami)
- Miglior giovane della J.League: 1

1996